# Montegnée
Montegnée (en wallon Montgneye-dilé-Lidje) est une section de la commune belge de Saint-Nicolas située en Région wallonne dans la province de Liège.
C'était une commune à part entière depuis sa séparation de Grâce-Montegnée en 1846 jusqu'à la fusion des communes de 1977

## Évolution démographique
- Sources : INS, Rem. : 1831 jusqu'en 1970 = recensements, 1976 = nombre d'habitants au 31 décembre.

## Histoire
Après l'annexion de la principauté de Liège par la France, le 1er vendémiaire an IV, une municipalité fonctionna dans les villes de plus de 5 000 habitants. Les autres entités, plus petites, furent groupées par cantons, qui formaient une municipalité, le canton déléguant deux fonctionnaires dans chaque commune.
Il y eut 36 cantons dans le département de l'Ourthe (à peu près la province de Liège actuelle). Le canton de Hollogne-aux-Pierres constituait le 36e canton et regroupait 17 communes dont celles de Grâce-Montegnée, Saint-Nicolas et Tilleur.
Le 1er octobre 1846, Grâce et Montegnée se séparèrent après 46 ans de vie commune et furent érigées chacune en commune indépendante. Le 1er janvier 1977, Montegnée, Saint-Nicolas et Tilleur fusionnèrent pour constituer une nouvelle commune qui, bien que Montegnée fut la plus étendue (321 ha 58 a 52 ca) et la plus peuplée (11 705 habitants, le 31 décembre 1976), prit le nom de Saint-Nicolas, parce que l'ancienne commune de Saint-Nicolas était le chef-lieu d'un canton.
Depuis l'exploitation du charbon dans le village au XVIe siècle, la majeure partie des habitants furent des houilleux, dont plusieurs générations ont travaillé dans les charbonnages situés sur le territoire de la commune et des communes environnantes.
Les habitants de cette commune sont les Montagnards.

## Liste des bourgmestres de Montegnée

### Avant l'indépendance belge[1]
- 1333: Johan, fils de Willeame Polain de Graz.
- 1355: Johan de Waroux, citain de Liège (également cité comme maire du Berleur).
- 1367: Johan li ardoirs.
- 1368: Goffin de Hemricourt.
- 1390-1394: Johan Datin.
- 1397 et 1398: le même (un Johan Datin est cité comme maire de Grâce en 1403 et 1406).
- 1415: Willeame (Guillaume) Datin, fils de Johan.
- 1432: Willeame Datin « villicus ».
- 1433: Johan le Mangon; encore cité en 1434.
- 1441: Andrier de Peyves, manant à Ans; encore cité comme « bovier » du Chapitre le 26 janvier 1452.
- 1448: Wautier Toussaint.
- 1453: Johan Dammeoude, fils de Johan le Mangon; encore cité comme « villicus » en 1158.
- 1469 : Thiry de Bois.
- 1471 : Johan Dammeoude, fils aîné de Johan.
- 1477 : Gilles Dammeoude, autre fils de Johan, exécuté le 3 octobre.
- 1480 : Thiry (ou Thierri) de Bois ; encore cité en 1481; assassiné à Liège le 29 mars 1486.
- 1483 : Jehan Sailhet, de Saint-Nicolas en Glain.
- 1487 : Gillet le Loxhier.
- 1489 : Tossen.
- 1491 : Johan Tossaint, le vieux (peut-être le même que le précédent).
- 1492 : Wauthier fils de Johan Tossaint.
- 1493 : «Johan Toussain li aisneit, sovrain mayeur, Waltier Toussain, submayeur » ; Johan est encore cité en 1498 et en 1500.
- 1501 : Prentellet; encore cité en 1504.
- 1505 : Johan Bolleit, cité comme maire du Berleur.
- 1506 : Johan Toussaint.
- 1509 : Henri de Thiernesse ; encore cité en 1513.
- 1513 à 1575 : le même, puis son fils Henri, puis son petit-fils Henri, puis son arrière-petit-fils François.
- 1596 à 1614 : François de Thiernesse.
- 1614, 30 avril : Henri de Thiernesse remplace son père François, démissionnaire « à cause de son eage ancien et caduc » ; était encore mayeur au début de 1627. Son fils Gilles demanda en vain à lui succéder (Noter que les Thiernesse furent mayeurs de Grâce-Berleur de 1535 à 1606).
- 1627, 11 mars : Nicolas Grenade ; il a été sur sa demande remplacé par son frère Libert (7 octobre 1637 et 6 octobre 1646). Est encore mayeur au début de l'année 1653.
- 1653, 21 mars à 1666 : Antoine Raick, commissaire de la Cité, remplace Nicolas Grenade, décédé.
- 1666, 20 janvier à 1687 : Gérard Plaisant.
- 1687 à 1713 : Toussaint Lepage, remplace le précédent.
- 1713 à 1727 : Toussaint Lepage, son fils.
- 1727 à 1740 : Hubert de Jace, démissionnaire le 12 novembre 1740.
- 1740 à 1794 : François Remy, reçu mayeur le 9 décembre 1740 ; donna sa démission en octobre 1787, revint sur sa décision et prêta de nouveau serment le 21 octobre 1787.
- 1794, 10 mai : Jean Gilles Charlier remplace F. Remy décédé.

## Patrimoine et culture

### Patrimoine architectural
- La maison du Peuple de style Art déco a été inaugurée en 1932 et classée en 1984.

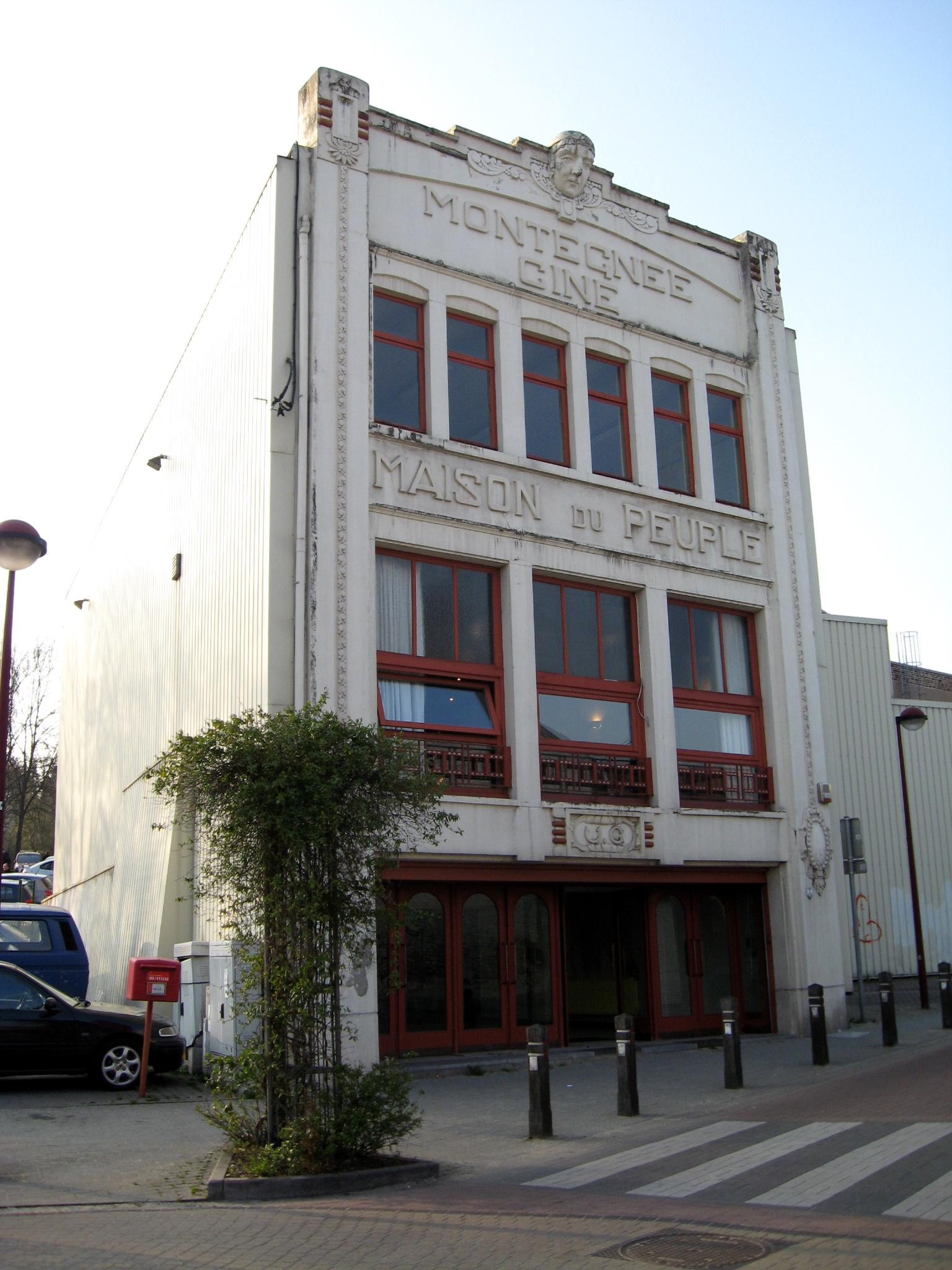
Maison du Peuple.
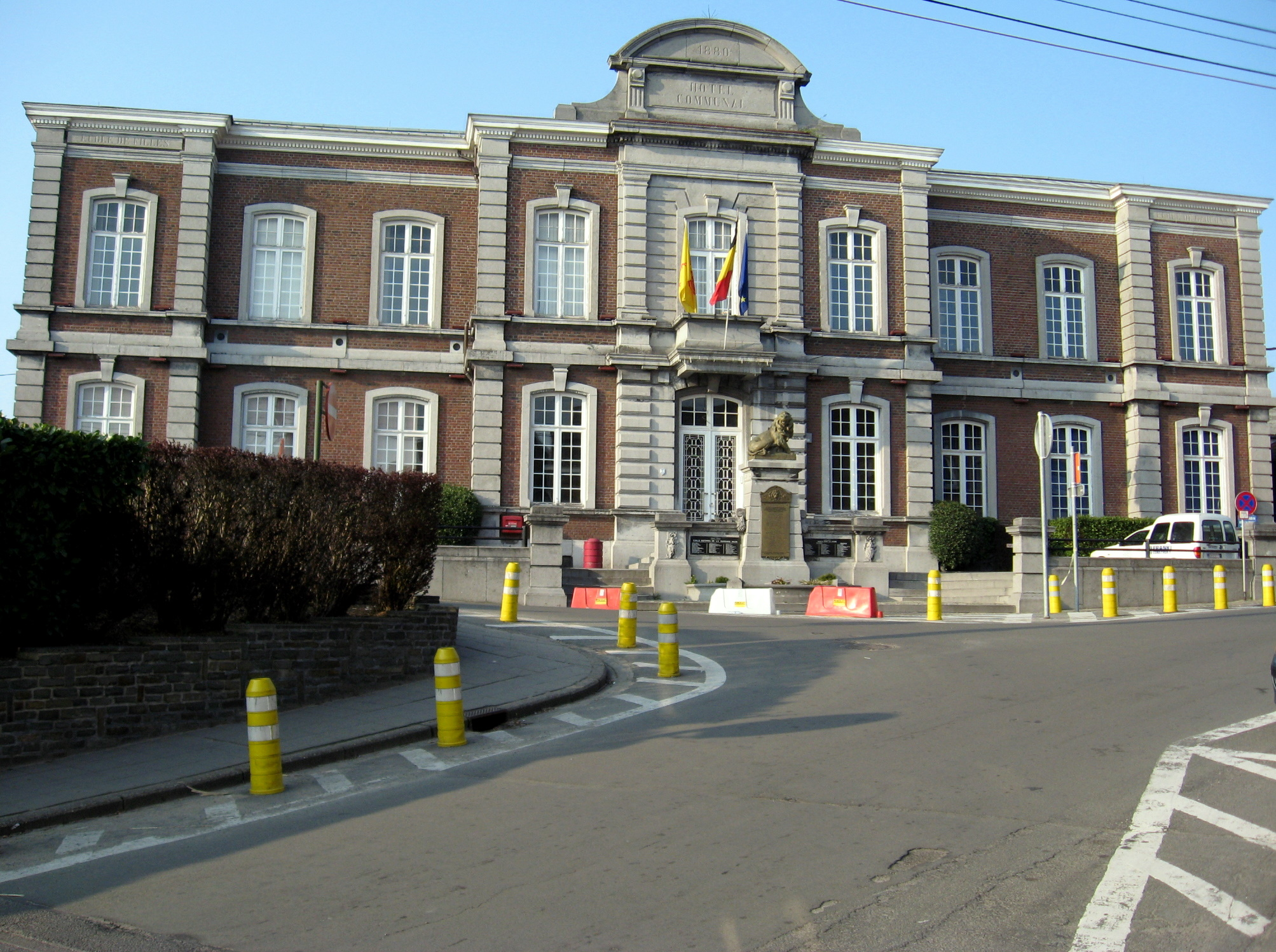
Ancien Hôtel communal.
Maison Planchar.

## Sports et vie associative

### Sport
La Renaissance Montegnée est un club omnisports comptant une section Basket-ball, Handball et Volley-ball.
La commune compte également un club de football le RRFC Montegnée qui évolua dans les années 1930 en Division 1 national

#### Clubs
Handball :
- HC Renaissance Montegnée (évolue en D1 LFH  et en D1 LFH) .

Volley-ball :
- Renaissance Montegnée Volley (évolue en ?).

Basket-ball :
- Renaissance Montegnée Basket (évolue en quatrième provinciale).

Football :
- RRFC Montegnée (évolue en deuxième provinciale liégeoise) ;
- C.S. Turquoise Montegnée (évolue en quatrième provinciale liégeoise).

## Personnalités
- Georges Theunis, ancien premier ministre belge, y est né le 28 février 1873.
- Sandra Kim, de son vrai nom Sandra Caldarone (photo), y est née le 15 octobre 1972. Elle est choisie pour représenter la Belgique au Concours Eurovision de la chanson à Bergen en 1986, et c'est à l'âge de 13 ans et demi qu'elle l'emporte avec J'aime la vie. La limite d'âge ayant été fixée en 1990 à 16 ans, Sandra Kim demeurera à jamais la plus jeune gagnante du concours, l'unique gagnante belge et l'une des deux dernières francophones avec Céline Dion.
- Michael Pachen (photo) y est né le 8 octobre 1974. Il est l'un des animateurs de Bel RTL, la station de radio du groupe RTL en Belgique.
- Marc Liebens, metteur en scène belge, y est né le 22 juin 1938.